# Sakmar
Sakmar (poznat i kao Sakmarij, sterlitamakij ili tastubij) je faza cisuralske epohe permskog perioda. Pokriva vrijeme od oko prije 294,6 ± 0,8 Ma i 284,4 ± 0,7 Ma (milijuna godina).

## Poveznice
- Geološka razdoblja